# Кивиярви (озеро, Лендерское сельское поселение)
Кивиярви — озеро на территории Лендерского сельского поселения Муезерского района Республики Карелия.

## Общие сведения
Площадь озера — 0,7 км². Располагается на высоте 158,0 метров над уровнем моря.
Форма озера лопастная, продолговатая, вытянуто с северо-запада на юго-восток. Берега каменисто-песчаные, возвышенные.
Расположено к юго-востоку от озера Тулос и соединяется с ним протокой, вытекающей с западной стороны Кивиярви.
Населённые пункты возле озера отсутствуют. Ближайший — посёлок Кимоваара — расположен в 22,5 км к северо-востоку от озера.
Озеро расположено в 8 км от Российско-финляндской границы.
Код водного объекта в государственном водном реестре — 01050000111102000011134.